# رابرت الیس (بازیگر، زاده ۱۹۳۳)
رابرت الیس (انگلیسی: Robert Ellis؛ ۲۴ اوت ۱۹۳۳ – ۲۳ نوامبر ۱۹۷۳) بازیگر سینما و تلویزیون آمریکایی در دهه‌های ۱۹۴۰ و ۱۹۵۰ بود. او آخرین بازیگری بود که نقش هنری آلدریچ را در سریال رادیویی خانواده آلدریچ بازی کرد.
رابرت الیس در شیکاگو، ایلینوی به دنیا آمد. او در مدارس حرفه‌ای کودکان در شهر نیویورک و هالیوود درس خواند و بعدها در دانشگاه کلمبیا در رشته هنرهای نمایشی تحصیل کرد.
الیس بر اثر نارسایی کلیه در سن ۴۰ سالگی در لس آنجلس درگذشت. وی در زمان مرگ تهیه‌کننده فیلم‌های آموزشی بود.
از فیلم‌هایی که الیس در آنها به ایفای نقش پرداخته‌است می‌توان به ال پاسو (۱۹۴۹) در نقش جک الکینز، پیتر پن (۱۹۵۳) در نقش پسر گمشده (صداپیشه)، نیاگارا (۱۹۵۳) در نقش مرد جوان، خط دراز طوسی (۱۹۵۵)، و کشتی را ترک نکن (۱۹۵۹) در نقش ملوان اشاره کرد.